# Javier Recio Gracia
Javier Recio Gracia (Madrid, juliol de 1981) és un animador i director de cinema espanyol. Va dirigir La dama y la muerte, que fou nominada a l'Oscar al millor curtmetratge el 2010.

## Biografia
Va créixer a Madrid i després a Granada. El seu interès pel dibuix va començar en la seva joventut. Als 16 anys va publicar la seva pròpia sèrie de còmics independent anomenada Proyecto junt amb alguns amics. Després de l'escola, va estudiar art a la Universitat Complutense de Madrid i va començar a treballar a Kandor Graphics, un estudi d'animació fundat el 2005 per Antonio Banderas, Manuel Sicilia i Raúl García. El 2006 li van fer un contracte fix. El 2008 es va publicar la seva primera pel·lícula, El lince perdido, en què va treballar com a dibuixant i animador. El 2009 va dirigir la seva primera pel·lícula, el curtmetratge La dama y la muerte, que va rebre el Goya al millor curtmetratge d'animació. Va competir als Premis Oscar de 2010, però al final se'l va endur Logorama.
Després va marxar als Estats Units, on va trobar feina a DreamWorks a Los Angeles, Califòrnia. El seu primer treball per a l'estudi va ser la pel·lícula L'origen dels guardians (2012), que fou nominada al Globus d'Or.

## Filmografia
- El lince perdido (departament artístic, 2008)
- La dama y la muerte (direcció i departament artístic, 2009)
- L'origen dels guardians (direcció artística, 2012)
- Justin and the Knights of Valour (direcció artística, 2013)
- El nadó en cap (direcció artística, 2017)
- Ferdinand (direcció artística, 2017)
- Love, Death & Robots (direcció, 2019)